# Альсфельд
Альсфельд (нім. Alsfeld) — місто в Німеччині, знаходиться в землі Гессен. Підпорядковується адміністративному округу Гіссен. Входить до складу району Фогельсберг.
Площа — 129,69 км2. Населення становить 15 941 ос. (станом на 31 грудня 2020).

## Відомі особистості
В поселенні народився:
- Рудольф Штаммлер (1856—1938) — німецький теоретик права, філософ.